# 及川真珠
及川 真珠（おいかわ まなみ、7月20日生まれ）は、日本の女性ローカルタレント、ナレーター、モデル。宮城県仙台市出身。東北地方を中心にテレビリポーター、CM出演、ナレーション、イベントMCなどの活動を行っている。所属事務所はLa Deesse。

## 経歴
テレビリポーターやCMモデルなど東北各地のテレビ局で活動。YouTubeチャンネルのMCやイベントコンパニオン、広告モデルとしても活動している。

## 出演

### テレビ
- あらあらかしこ レギュラー出演（2016年2月20日 - 2018年8月19日、仙台放送）
- ワンスイッチカフェ（2017年1月30日、TBC東北放送）
- TBC旅特番：2シーズン連続出演（2017年 - 2018年、TBC東北放送）
- やまやぎのなにこれコレクション（2018年 - 2023年、TBC東北放送）
- 【TUY×ZERO☆23】旅する山形 厳選SPOT9選（2024年9月14日、テレビユー山形）

### ネット番組
- 山形トヨペット YouTubeチャンネル メインMC（2024年4月 - 現在）

### CM
- 福島呉服店（2015年7月、メインキャスト）
- キリンビバレッジ 新商品（2016年、メインキャスト）
- 小久保ロックアイス（2016年、関東放映、メインモデル）
- 東北電力 ラジオ（2019年、ナレーション）
- 緑と風のガーデン（2019年 - 2022年、ナレーション）
- ITコミュニケーションズ（2020年 - 2023年、メインモデル）
- 七十七銀行（2022年11月、ナレーション）

### PVモデル
- 山形日和 イメージキャラクター（2016年、2017年、2018年）
- 山形PRムービー（2017年、2018年）
- 福島空港 PRムービー（2023年8月 - ）
- 鶏屋鈴商 PR動画（2024年）
- マリエクレール歯科 PR動画（2025年）
- スタジオモノクローム PR動画（2025年）

### 広告モデル
- 三井アウトレットパーク 仙台港（2017年、施設内看板）
- SAAD（2018年、街頭広告・仙台市営地下鉄広告・店頭広告）
- 眉毛サロン ルーセント クレール（2022年、ホットペッパー）
- ガーデンヘアー（2023年5月、ホットペッパー）

### コンテスト
- Miss Viviana Japan 2025（2025年） - TOP10入賞、特別賞「Terictty Japan Award」受賞[2]

### ファッションショー
- 仙台コレクション（2015年）
- 東北ドリームコレクション（2015年9月、ストリートライフ特別賞受賞）

### イベント
- 高畠クラシックカーショー（2015年6月、2018年10月、2022年10月、2024年10月）
- SUGOレースクイーン（2016年3月 - 2018年3月）
- 東北蘭展 広報大使（2016年 - 2018年）
- 東北モーターショー メインアテンド（2018年）
- 東京オートサロン SPPFコンパニオン（2025年）
- ジャパンインターナショナルボートショー YAMAHAコンパニオン（2025年）

### 雑誌
- 温泉100（2016年）
- 台湾観光客向け雑誌（2018年）
- Kappo 里の湯モデル（2024年7月）